# Doğanşehir (district)
Doğanşehir is een Turks district in de provincie Malatya en telt 40.688 inwoners (2007). Het district heeft een oppervlakte van 1239,6 km². Hoofdplaats is Doğanşehir.
De bevolkingsontwikkeling van het district is weergegeven in onderstaande tabel.
| 1997   | 2000   | 2007   |
| ------ | ------ | ------ |
| 56.685 | 60.708 | 40.688 |